# Und die Bibel hat doch recht
Und die Bibel hat doch recht ist ein Sachbuch zur Archäologie, das der Journalist und Sachbuchautor Werner Keller (1909–1980) im Jahr 1955 veröffentlichte. Es diente als Vorlage für den 1977 veröffentlichten Dokumentarfilm … und die Bibel hat doch recht von Harald Reinl.
Der Untertitel Forscher beweisen die Wahrheit des Alten Testaments weist auf das zentrale Anliegen Kellers hin, mit Hilfe der biblischen Archäologie im Vorderen Orient die Aussagen des Alten Testaments zu beweisen.

## Inhalt
Das Buch beginnt bei den Ereignissen der Genesis und endet bei den Kriegen gegen das hellenistische Seleukidenreich.
Im ersten Teil schreibt Keller vom Fruchtbaren Halbmond, von der Stadt Ur in Chaldäa und der Ausgrabung der Sintflut sowie von Abraham und Lot. Keller weist darauf hin, dass der Mythos von der Sintflut sich in einem Bericht über eine Flutkatastrophe im Gilgamesch-Epos wiederfindet. Keller vermutete in der in den 1920er Jahren entdeckten Schlammschicht in der Nähe von Ur eine Bestätigung.
Im Reiche der Pharaonen erzählt von Josef und den Israeliten in Ägypten. Vierzig Jahre in der Wüste beschreibt die Spurensuche nach Beweisen für den Zug der Israeliten durch die Halbinsel Sinai bis an die Grenzen des Gelobten Landes. Auch mit der Interpretation der Zehn Plagen befasst sich Keller. Er stellt Mutmaßungen an, an welcher Stelle die Israeliten durch das Rote Meer gezogen seien. Eine Bestätigung für das Himmelsbrot Manna sieht Keller in einer Entdeckung der Sinai-Expedition der Hebräischen Universität Jerusalem im Jahr 1927, in deren Verlauf zwei Botaniker das Manna als süßlich schmeckendes Sekret der Tamariskenbäume identifizierten. 
Der Kampf um das Gelobte Land hat die Ansiedlung der Israeliten und ihren Kampf gegen die Philister zum Gegenstand. Israel war eine regionale Großmacht zu den Zeiten der Könige David und Salomo. Die Zweiteilung des Reichs endete mit der Zerstörung der jüdischen Reiche. In diesem Kapitel finden sich auch die Forschungsergebnisse über Ninive. Im Exil lebten die Israeliten unter den persischen Großkönigen, bevor sie wieder in ihr „Gelobtes Land“ zurückkehren konnten.

## Rezeption
Das Buch wurde in mehr als 20 Sprachen übersetzt und erreichte bis 1960 eine Gesamtauflage von mehr als eine Million, insgesamt bis heute eine Auflage von mehreren Millionen Exemplaren. Es gilt als „einer der stärksten Bestseller der Nachkriegszeit“.

## Ausgaben
- Erstausgabe: Werner Keller: Und die Bibel hat doch recht : Forscher beweisen die Wahrheit des Alten Testaments. Econ, Düsseldorf 1955.
- Illustrierte Ausgabe: Und die Bibel hat doch recht in Bildern. Econ, Wien u. a. 1963.
- Aktuelle Ausgabe: Und die Bibel hat doch recht : Forscher beweisen die historische Wahrheit. Bearbeitet und mit einem Nachwort versehen von Joachim Rehork. Ullstein TB #37246, 2009, ISBN 978-3-548-37246-4.